# Vadito (Nuevo México)
Vadito es un lugar designado por el censo ubicado en el condado de Taos en el estado estadounidense de Nuevo México. En el Censo de 2010 tenía una población de 270 habitantes y una densidad poblacional de 120,94 personas por km².

## Geografía
Vadito se encuentra ubicado en las coordenadas 36°11′35″N 105°40′31″O / 36.19306, -105.67528. Según la Oficina del Censo de los Estados Unidos, Vadito tiene una superficie total de 2.23 km², de la cual 2.23 km² corresponden a tierra firme y (0%) 0 km² es agua.

## Demografía
Según el censo de 2010, había 270 personas residiendo en Vadito. La densidad de población era de 120,94 hab./km². De los 270 habitantes, Vadito estaba compuesto por el 60% blancos, el 0% eran afroamericanos, el 0.74% eran amerindios, el 0% eran asiáticos, el 0% eran isleños del Pacífico, el 28.52% eran de otras razas y el 10.74% pertenecían a dos o más razas. Del total de la población el 92.22% eran hispanos o latinos de cualquier raza.